# إستيينشس
بلدية إستيينشس (بالإسبانية: Estellenchs) هي بلدية تقع في منطقة جزر البليار شرق إسبانيا.

## الديموغرافيا
بلغ عدد سكان بلدية إستيينشس 402 نسمة عام 2011 (وفقاً للمعهد الوطني للإحصاء الإسباني).
| 354 | 343 | 376 | 386 | 382 | 389 | 402 |